# 环性心境障碍
（cyclothymia），是情感障礙之一、双相障碍的一種形式。在極性病譜中有定義此症。
具體而言，此疾患屬於較輕微形式的第二型雙相障礙，伴隨著時常在歡欣鼓舞與低落沮喪之間徘徊的情緒波動症狀。一次輕躁期的發生便足以診斷為环性心境障碍，不過大多數人也有輕鬱期。如果有重躁、重鬱或是同時重躁重鬱時期三種之一的病史發生，則絕不該被判定為环性心境障碍。环性心境障碍的終生發生率為0.4-1％。男性和女性的比率相同，但女性更常尋求治療。

## 診斷標準

### 情緒疾病診斷與統計手冊（DSM-IV-TR）
- 在頭兩年情感障礙發生時，病人沒有達到双相障碍或重鬱症程度。
- 症狀持續了兩年以上：輕躁和情緒低落時期的症狀沒有達到重大憂鬱疾患的程度。
- 患者最長有兩個月沒有情緒症狀。
- 無法以分裂性情感疾患更確切的描述患者的病症，且沒有合併發生思覺失調症、類精神分裂性疾患、妄想型疾患或其他未註明之精神病性疾患。
- 症狀不是因為常見疾病或是處方藥所造成。
- 這些症狀導致患者臨床上相當大的痛苦或喪失工作、社交或生活功能。
- 一個人有這種疾病可能有一段時間會感到欣喜、精力提昇而只需較少的睡眠，緊接是嚴重的情緒波動，進入抑鬱狀態，加上消極和沒有特別原因的悲哀。

### 國際疾病與相關健康問題統計分類第十版（ICD-10）
此症為包含多次的輕度的抑鬱與情感高漲，持續不穩的一種情緒。這樣的不穩通常自青春期後期開始發展並成為慢性的過程，儘管有時情緒可能會維持幾個月的正常。通常情緒波動與生活事件無關。如果沒有長期持續的觀察、或是以环性心境障碍正好非常能解釋患者過去的行為的話，診斷結果很難確立。由於情緒波動相對較輕且情緒高漲時可能令人愉快，此類患者常常不會就醫。有些患者的情緒波動也許是因情緒正常的變化，只是當時在活動、自信、社交或食慾的行為下，較週期性的改變更不易被注意。如有需要列入記錄，發病年齡可詳細敘述為早發（二十歲前後）或晚發。
此症的基本病徵是持續不穩定的情緒，包含數次的輕度的抑鬱與情緒高漲間的情緒轉換，但這些情緒沒有一次是嚴重或長期到可以滿足雙相障礙或復發性憂鬱疾患的診斷標準。也就是說，患者每個時期的情緒波動都不足以符合任何重躁或重鬱情緒所述的程度。

## 鑑別診斷
經常可發現，患有這種疾患的親屬具有雙相障礙或原本為环性心境障碍但最終發展成雙相障礙。它可能會在發病後，終生都跟隨著患者。也可能會暫時不發作或永久的停止，也有可能發展成更嚴重的雙相障礙。少數情況下，會發展成再發性憂鬱疾患。

## 症狀
輕鬱階段
難以作出決定、專注於難解的問題、記憶力差、內疚、批評自己、低自尊、悲觀、自殺思想、持續感到悲傷、冷漠、沒有希望、無助、煩躁不安、脾氣暴躁、缺乏動機、社交退縮、食慾改變、缺乏性慾、自我忽視、疲勞或失眠。
輕躁階段
非比尋常的好心情或開朗（ 興奮 ）、極度樂觀、過度的自負、判斷力差、講話快速、想法不斷衝出、具侵略性或含有敵意的行為、不在乎他人、暴躁、體能活動增加、從事冒險行為、消費狂熱、增加表現或達成目標的動機、性慾提高、睡眠需要減少、易分心、無法集中注意力。

## 成因
- 生物性成因

- 家庭
如果直系親屬或同卵雙胞胎中也有人得此症，則其得病機會約比平常高出2至3倍。貝特爾森（Bertelsen）、哈佛（Harvad）和花格（Huage）於1977年的研究指出，若同卵雙胞胎的一人患有憂鬱症，則另一位雙胞胎也得病的機率為59％。

- 性別
女性遺傳從36-44％不等，而男性為18-24％。
基因
同樣的基因可能導致抑鬱和焦慮。
血清素
血清素調節其他如去甲腎上腺素和多巴胺等激素，因此當血清素低時，可能造成其他化學物質的波動，導致易怒，情緒衝動和反常，像是輕躁和憂鬱的情緒。
可體松
憂鬱的個體其可體松的含量會很高。可體松是種壓力荷爾蒙，情緒障礙往往發生於人一生中的高壓時刻。體內壓力賀爾蒙濃度的升高會影響海馬迴（hippocampus，腦中記憶與認知過程的重要中心）的運作。製作過多的可體松也可能損害大腦海馬迴神經細胞的再生能力。

- 心理性成因

- 壓力事件（個人感受不同）
失業、失戀、認同改變、天災、學習功課時的無助和絕望感、極端情緒、消極的思維模式。

- 社會性成因

- 環境
六到八成的案例會受此成因影響。
教養風格

## 治療

### 運動
已經有許多研究證實，規律而積極的鍛煉身體可以幫助調節心情、使情緒穩定。

### 藥物
- 鋰鹽，（情緒安定劑的一種）
- 抗經攣/抗癲癇藥物，例如丙戊酸（valproic acid）、divalproex（英语：valproate semisodium）和拉莫三嗪（lamotrigine）。

- 抗精神病藥物。
- 抗焦慮藥，如苯二氮卓（benzodiazepines）可改善睡眠。

鬱症時期醫生會給予適當抗憂鬱劑，但可能會引發躁期的發作，故需要密切追蹤病況。

### 心理治療
- 認知行為治療（CBT）
- 人際心理治療（IT）
- 團體治療（Group Therapy）

## 外部連結
- CounsellingResource.com：环性心境障碍的症狀
- Psycom.net：环性心境障碍 （页面存档备份，存于）
- McmanWeb：环性心境障碍
- 环性心境障碍是什麼？出自心理健康事宜網（Mental Health Matters）
- 心理健康：环性心境障碍出自心理健康事宜網
- 關於憂鬱的大小事：环性心境障碍工作簿 （页面存档备份，存于）